# Rouge et noir
Rouge et noir (Der geheime Kurier) è un film muto tedesco del 1928 diretto da Gennaro Righelli.